# International Ladies' Garment Workers' Union
International Ladies' Garment Workers' Union (ILGWU) - „International Ladies” („Doamnele internaționale”)- Uniunea Muncitorilor din Textile - a fost în trecut unul din cele mai mari sindicate din Statele Unite, unul din primele sindicate de femei muncitoare,care a jucat un rol cheie în istoria relațiilor de muncă în anii 1920 și 1930. Cunoscută, în general, prin inițialele ILGWU sau ILG, organizația a fuzionat în anul 1995 cu „Amalgamated Clothing and Textile Workers Union” (Uniunea Muncitorilor din Afacerile de Îmbrăcăminte și Textile), formând „Union of Needletrades,Industrial and Textile Employees” (Uniunea Angajaților din Întreprinderile de Croitorie, Industrie și textile), cunoscută sub inițialele UNITE. UNITE s-a unit în anul 2004  cu Hotel Employees and Restaurant Employees Union (Uniunea angajaților din Hoteluri și Restaurante), punând bazele unui nou sindicat cunoscut ca UNITE HERE.    
În anul 1995 sindicatul UNITE a numărat numai 250,000 membri, pe când la apogeul ei, Uniunea ILGWU a numărat 450,000 muncitoare.

## Începuturile
ILGWU a fost întemeiată la New York la 3 iunie 1900  de către șapte sindicate locale, fiecare numărând câteva mii de membre. Organizația a crescut rapid în următorii ani, dar ulterior a stagnat atunci când conducerea ei conservatoare a favorizat interesele muncitorilor calificați, ca de exemplu operatorii tăietori. Aceasta linie nu a convenit majorității muncitoarelor imigrante, mai ales celor evreice, cu trecut de activități bundiste în Rusia țaristă, și acelora poloneze și italiene, cu înclinații socialiste și anarhiste.  

## Răscoala celor 20,000 și „Revolta cea mare”
Cresterea bruscă în afilierea la ILGWU a fost urmarea a două greve de masa de succes la New York.
Cea dintâi, în 1909, a devenit cunoscută ca Răscoala celor 20,000, și a durat 14 săptămâni.
Ea a fost în mare masură spontană, izbucnind sub forma unei scurte opriri a lucrului de către circa 20% din personalul Fabricii Triangle  care producea niste bluze pentru femei, numite shirtwaist. Gestul lor a îmboldit și pe restul muncitoarelor să ceară ajutor sindicatului. Când a aflat ce se petrece, firma a oprit atunci accesul muncitoarelor în fabrică.  
Vestea grevei s-a răspândit în rândurile tuturor muncitorilor din domeniul textil în New York. La mai multe mitinguri, după discursurile liderilor sindicali americani, care au vorbit în termeni generali despre nevoia de solidaritate și de pregătiri, a luat cuvântul Clara Lemlich, care a vorbit despre condițiile în care munceau ea și colegele ei, și a apelat la încetarea vorbelor vane și la declanșarea unei greve în întreaga industrie. 
Multimea a reacționat cu entuziasm si după ce a jurat în limba idiș după exemplul lui Lemlich, în spiritul jurământului tradițional evreiesc, „Dacă am să trădez cauza, să mi se usuce  mâna asta pe care o ridic acum”, a votat pentru greva generală. Circa 20,000 din cele 32,000 de muncitori din fabricile de shirtwaists au încetat lucrul în următoarele două zile.  
Acesti greviști - majoritatea imigranți și in cea mai mare parte femei - au sfidat prejudecățile liderilor sindicaliști conservatori, care credeau ca imigranții și femeile nu trebuie să se organizeze. Lozinca lor, „"Mai bine să murim de foame dintr-odată, decât de o inaniție înceată" exprima intensitatea frustrării lor în munca din așa numitele ateliere ale sudorii (sweatshops) în care erau angajate.
Greva a fost violentă. Poliția a arestat în mod curent participanți la pichetele de grevă, pentru  delicte triviale sau imaginare, iar patronii au angajat bandiți locali pentru a le bate pe muncitoare, în timp ce polițiștii aveau grijă să nu intervină. 
Un grup de femei înstărite, intre care Frances Perkins, Anne Morgan si Alva Venderbilt Belmont, au sprijinit lupta muncitoarelor cu bani și prin intervenții la autorități, și adesea s-au alăturat și ele pichetelor. Ele erau poreclite în batjocură „brigada blănilor de nurcă” (mink brigade)
Greva a reușit doar în parte. ILGWU a acceptat un acord,obținut prin arbitraj în februarie 1910, și care a îmbunătățit salarizarea, condițiile și orarul de muncă, dar nu prevedea recunoașterea sindicatului. Un număr de companii, între care și Triangle Shirtwaist Factory, au refuzat să semneze acordul. Și totuși
greva a avut mai multe realizări însemnate.  Ea a încurajat muncitorii din industrie să lupte pentru ameliorarea condițiilor lor de viață și a atras atenția opiniei publice asupra situației din „atelierele sudorii”.
Câteva luni mai târziu  începând din 7 iulie1910 ILGWU a condus o grevă și mai mare, denumită ulterior „Revolta cea mare” (Great Revolt), la care au luat parte 60,000 lucrători din industria blănurilor. Muncitorii protestau contra condițiilor mizere de lucru și a salariilor mici, de asemenea cereau ca noii angajați să fie membri ai sindicatului („closed shop”). În fruntea mișcării s-au aflat Samuel Gompers, fondatorul Federației Americane a Muncii AFL.,Meyer London (1871-1926), avocat și viitor membru al Congresului din partea Partidului Socialist American și Joseph Barondess (1967-1928), poreclit „Regele lucrătorilor din industria blănurilor”, liderul de atunci al ILGWU, și viitor membru al Congresului Evreiesc American. După mai multe luni de grevă, membri proeminenți ai comunității evreiești, în frunte cu avocatul Louis Brandeis, apoi și Louis Marshall (1856-1929), au mediat între ILGWU si Asociația patronilor (Manufacturers Association). Patronii au obținut promisiunea  ca de atunci înainte muncitoarele isi vor rezolva doleanțele pe calea arbitrajului și nu prin greve (ceea ce constituie o clauză comună în acordurile cu sindicatele în zilele noastre)